# Sivert Bratberg
Sivert Paulsen Bratberg, född 11 juni 1780, död 27 juni 1816,  var en norsk bonde och lärare. Han tjänstgjorde som representant vid Riksforsamlingen i Norge.
Sivert Pålsson Bratberg föddes på Bratberg øvre, en gård nära byn Beitstad vid Steinkjer i Nord-Trøndelag, Norge. Han skolades av sin kyrkoherde. Bratberg blev skollärare i byn Dalbygda i Leksvik. Han blev senare bonde på en gård i Velle nära sin hembygd. Han gifte sig 1804 med Marit Haagensdatter Holte (1777–1834). Paret var föräldrar till två barn. Han dog av en olycka på sin gård under sommaren 1816, efter att ha blivit sparkad av en häst.
Sivert Bratberg representerade Nordre Trondhjems amt (nu Nord-Trøndelag) vid den Riksforsamlingen 1814, tillsammans med Hans Christian Ulrik Midelfart och Hieronymus Heyerdahl . Här stödde han i allmänhet självständighetspartiets (Selvstendighetspartiets) frågor.

## Relaterad läsning
- Holme Jørn (2014) De kom från alla kanter - Eidsvollsmennene och deras hus (Oslo: Cappelen Damm) ISBN 978-82-02-44564-5